# Antenne biconique
L'antenne biconique ou double discone est une variante de l’antenne discône, dont les 2 éléments sont des cônes. Elle présente des caractéristiques d’impédance et de rayonnement constantes dans une large bande de plusieurs octaves.

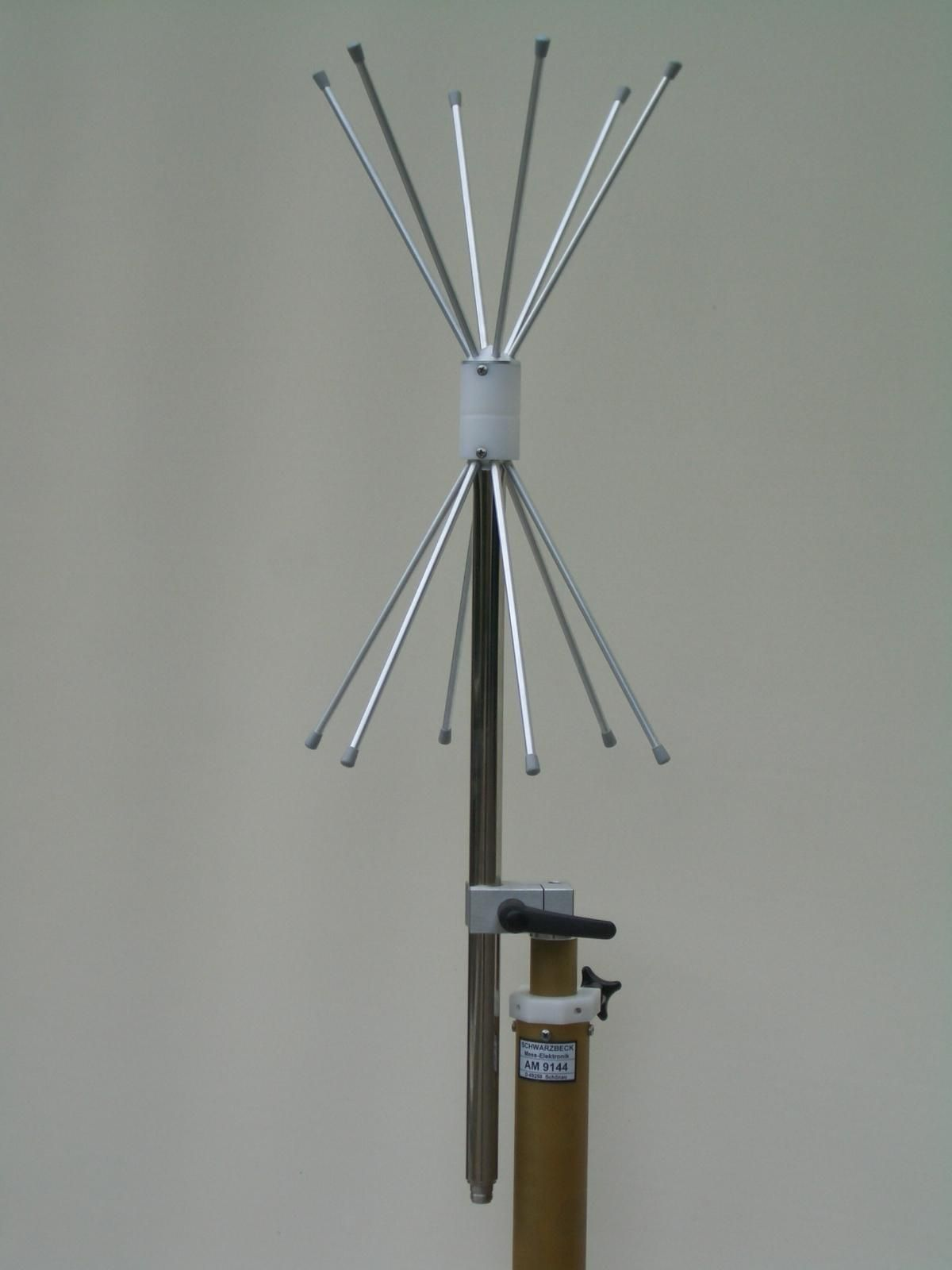
Antenne bicône omnidirectionnel

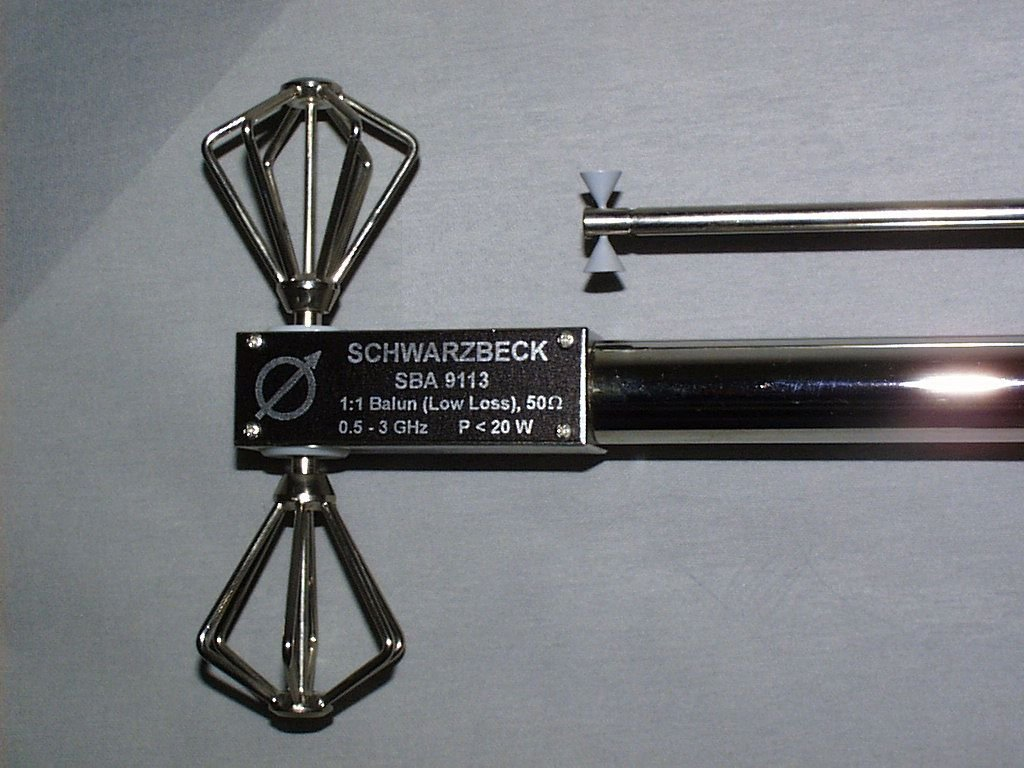
Antennes bicônes (la petite antenne en haut à droite: 1 à 18 GHz et l'antenne en bas : 0.5 à 3 GHz)

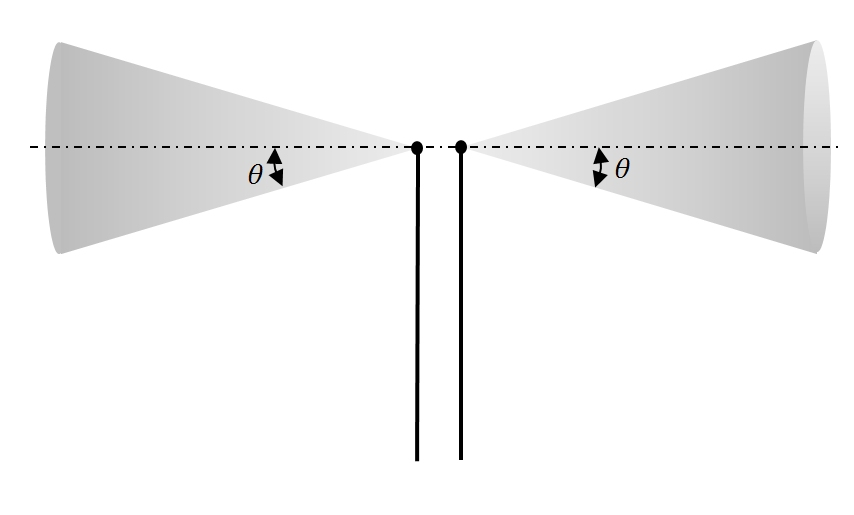
Schéma antenne bicône horizontale

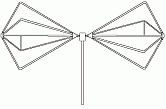
Antenne bicône horizontale

## Historique
L'antenne biconique et l'antenne discône sont inventées en 1897 par le physicien britannique Sir Oliver Joseph Lodge.

## Description
- L'antenne biconique se compose de deux cônes conducteurs, un cône est au potentiel électrique de l'âme du câble coaxial, l'autre cône est au potentiel électrique de la masse du câble coaxial, charge électrique. Le visage de l'antenne est de deux cônes dans des directions opposées. Les antennes biconiques sont des antennes dipôle à large bande, montrant une largeur de bande typique de 3 octaves et (avec un ROS plus élevé) sur les harmonies 3,5,7... . L'antenne double discone (doubles cônes) a un rayonnement en direction de l'horizon (donc avec une possibilité de grande distance). L'antenne biconique est utilisée dans les émissions par évasion de fréquence, par Étalement de spectre, par Ultra wideband, par Direct Sequence Spread Spectrum.

- Si l'antenne est utilisée verticalement, sa polarisation étant alors verticale et omnidirectionnelle.
- Si l'antenne est utilisée horizontalement, sa polarisation étant alors horizontale.

## Variante
- Une variante commune est l'antenne discone utilisée en général verticalement, un seul cône est sous une assiette conductrice. Le rayonnement de cette antenne discone est en dessous de l'horizon (en direction du sol), donc avec un très bon gain dans la bande UHF pour le trafic radio local (et donc sans possibilité de grande distance). Cette antenne conique simple monopole montrant une largeur de bande typique de 9 octaves.